# Hessa
Hessa fue una historieta de guerra erótica italiana creada colectivamente por el grupo Studio Rosi. Narra las aventuras de Hessa, oficial femenino de las SS.

## Trayectoria editorial
Publicada inicialmente por ErreGi, su primera edición fue en 1970. Posteriormente Ediperiodici la continuó hasta fines de 1972, con un total de 47 números. Se publicó en España por Edición Elviberia.